# Ludwik de Laveaux (malarz)

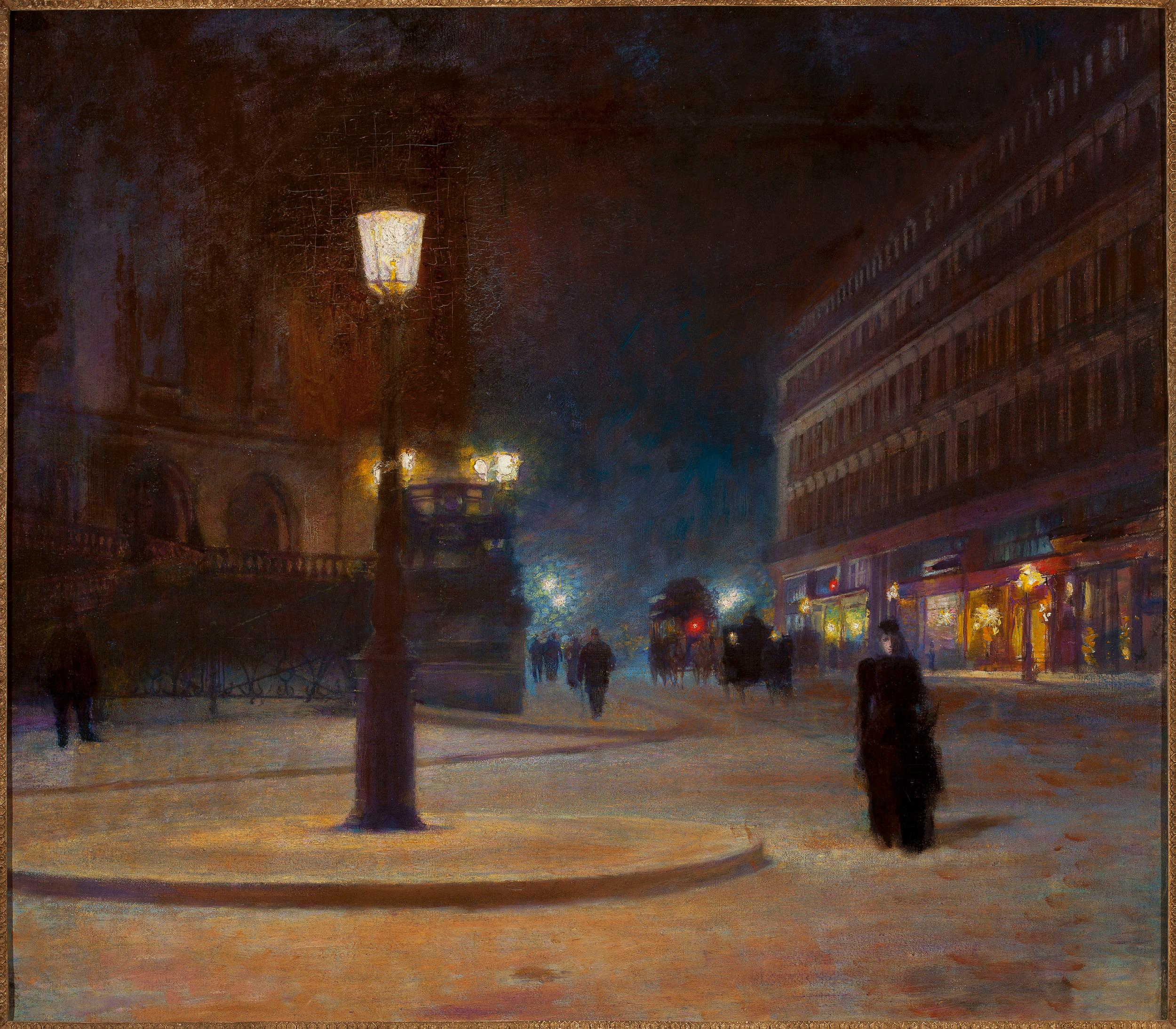
Ludwik de Laveaux, Plac Opery w Paryżu, 1893

Stanisław Ludwik de Laveaux (ur. 21 listopada 1868 w Jaronowicach, zm. 5 kwietnia 1894 w Paryżu) − polski malarz tworzący od 1890 roku na emigracji.

## Życiorys
Pochodził z francuskiego rodu osiadłego w Polsce w XVIII wieku.

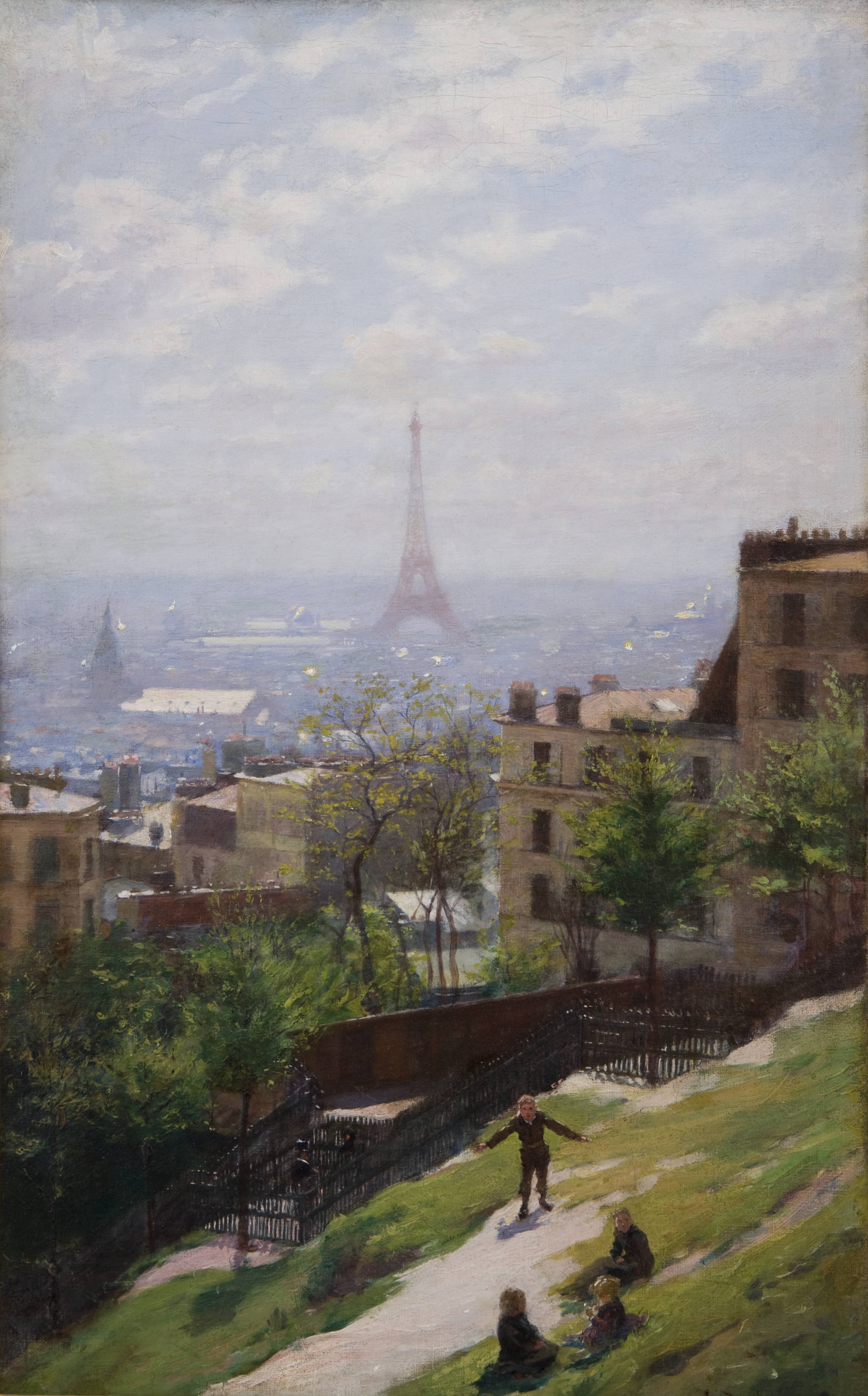
Fragment panoramy Paryża, 1893, kolekcja Muzeum Narodowego w Krakowie

W latach 1884–1886 i 1889–1890 studiował w Krakowskiej Szkole Sztuk Pięknych, w pracowni Józefa Mehoffera. W międzyczasie przez dwa lata pobierał naukę malarstwa w Akademii Sztuk Pięknych w Monachium u Otto Seitza. Podczas pobytu w kraju wielokrotnie uczestniczył w plenerach malarskich, towarzyszyli mu m.in. Włodzimierz Tetmajer, Wincenty Wodzinowski, Stanisław Radziejowski. 
Po ukończeniu studiów w 1890 roku na stałe wyjechał do Paryża, w następnym roku odbył podróż do Bretanii. Odbył kilka podróży do Londynu i Oksfordu. Trudne warunki materialne i postępujące ubóstwo przyczyniły się do rozwoju gruźlicy, na którą zmarł w wieku 25 lat, pochowano go na paryskim cmentarzu Pantin (Cimetière parisien de Pantin, działka 2, rząd 11, nr. 2) w Paryżu.
Znany z wielu romansów; najsłynniejszym był jego romans z hrabianką Iwoną Prośnieńską z Olkusza. Jego narzeczoną Marię Mikołajczykównę, Stanisław Wyspiański przedstawił w Weselu jako Marysię, jego samego zaś umieścił jako Widmo (akt II, scena 5).